# Shannon Stewart
Shannon Niquette Stewart Ratliff, född 6 juni 1984 i Franklin, Ohio, är en amerikansk fotomodell och skönhetstävlingsdeltagare. Hon blev känd 2003 då hon som 19-åring deltog i den första säsongen av America's Next Top Model där hon kom på en andraplats efter vinnaren Adrianne Curry. 2007 gifte sig Shannon med Matt Ratliff. Hon tog då efternamnet Ratliff.